# Planaphrodes modicus
Planaphrodes modicus är en insektsart som beskrevs av Logvinenko 1966. Planaphrodes modicus ingår i släktet Planaphrodes och familjen dvärgstritar. Inga underarter finns listade i Catalogue of Life.